# Pitof
Jean-Christophe „Pitof” Comar (n. 4 iulie 1957, Paris, Franța) este un regizor francez și supervizor de efecte vizuale notabil pentru producția filmelor Vidocq și Catwoman.

## Carieră
Pitof și-a început cariera în industria cinematografică în 1976 ca asistent de regie, fotograf și monteur de film. Apoi s-a diversificat în coloane sonore, design software și design grafic pentru televiziune, videoclipuri și reclame. 
Cofondator al Duran Duboi, o companie de postproducție digitală, Pitof a lucrat la reclame, videoclipuri și lungmetraje.
În 1997, Pitof a primit rolul de la Jean-Pierre Jeunet de regizor al echipei secundare⁠(d) al filmului Alien: Renașterea. A fost cea de-a treia colaborare a lui Pitof cu Jeunet, după ce au lucrat împreună la filmele Jeunet-Caro⁠(d) Delicatessen și Orașul copiilor pierduți.
în 2000, Pitof a debutat regizoral cu filmul Vidocq, un thriller de epocă cu Gerard Depardieu și Guillaume Canet⁠(d), care a avut premiera în Franța în septembrie 2001. Este remarcabil deoarece este primul film fantastic important care a fost lansat (cu un an înainte de Atacul clonelor) filmat în întregime digital, cu o cameră Sony HDW-F900⁠(d) CineAlta⁠(d).
În 2004, Pitof a debutat în limba engleză cu filmul de la Hollywood Catwoman, cu Halle Berry și Sharon Stone în rolurile principale. Filmul a fost desființat de critici și este considerat unul dintre cele mai proaste filme din toate timpurile, iar Pitof a primit premiul Zmeura de Aur pentru cel mai prost regizor pentru acest film.
În 2008 a regizat filmul pentru televiziune Fire and Ice: Cronica Dragonilor.
Pitof urma să regizeze coproducția americano-chineză Empires of the Deep⁠(d), dar în cele din urmă a renunțat.
În 2019, Pitof a cofondat 6th Sense VR, o companie care dezvoltă, produce și distribuie conținut de realitate virtuală.

## Filmografie
Regizor
- Vidocq (2001)
- Catwoman (2004)
- Fire and Ice: Cronica Dragonilor (2008) (film TV)

Scenarist
- Vidocq (2001)
- Le pistolet (2003)

Regizor echipa secundă
- Alien: Renașterea (1997)

Producător
- "The Sacrifice Zone" (2022)
- "All you Need is Me" (2018)
- "Venus" (2018)
- "Day Driver" (2018)
- "In my Mother’s Arms" (2017)
- "One World" (2016)
- "Connected" (2016)
- "NY 84" (2016)
- "Broken Angels" (2015)
- "Make note of every sound" (2015)
- "Hacker’s Game" (2015)
- The Activist (2014)
- Closer Apart (2012)

Supervizor de efecte vizuale
- Asterix & Obelix Take On Caesar⁠(d) (1999)
- The Messenger: The Story of Joan of Arc⁠(d) (1999)
- Alien Resurrection (1997)
- Didier (1997)
- Fantome avec Chauffeur (1996)
- Beaumarchais⁠(d) (1996)
- Fallait pas (1996)
- The City of Lost Children (1995)
- Happiness Is in the Field⁠(d) (1995)
- Ma Femme me Quitte (1995)
- Dead Tired (1994)
- The Daughter of d'Artagnan (1994)
- Blue Helmet (1994)
- Giorgino⁠(d) (1994)
- Montparnasse Pondichery (1994)
- Cash-Cash (1994)
- The Visitors (1993)
- The Thirst for Gold (1993)
- Fanfan & Alexandre (1993)
- Metisse⁠(d) (1993)
- My Name Is Victor (1993)
- Le Bal des casse-pieds (1992)
- Delicatessen (1991)